# Sydvietnams flagga
Sydvietnams flagga skapades av kejsare Bảo Đại 1948, och användes av Sydvietnam (officiellt "Republiken Vietnam") fram till den 30 april 1975, då sydvietnameserna kapitulerade till FNL och Nordvietnams armé och Vietnamkriget tog slut. Flaggan används fortfarande av vissa vietnameser som utvandrat till andra länder.